# Todd Gully
Die Todd Gully (englisch für Fuchsrinne) ist ein Tal im ostantarktischen Viktorialand. In den Allan Hills liegt es 1,3 km westlich der Brock Gully. 
Eine Mannschaft des New Zealand Antarctic Research Program, die 1964 in den Allan Hills tätig war, erkundete das Tal. Diese benannte es nach einer umgangssprachlichen Bezeichnung für den Rotfuchs, da die Umgebung sie an von der Fuchsjagd geprägte Regionen Englands erinnerte.